# Frank Oz
Frank Oz, właściwie Richard Frank Oznowicz (ur. 25 maja 1944 w Hereford) – amerykański aktor głosowy, lalkarz i reżyser. Sporadycznie występuje przed obiektywem.

## Życiorys
Urodził się w Hereford w Wielkiej Brytanii, dokąd jego rodzice Frances i Isidore (ojciec był polsko-holenderskim Żydem, matka – niepraktykującą katoliczką) wyjechali wraz z Legionem Holenderskim po niemieckim ataku na Holandię w maju 1940 r. Oboje rodzice byli lalkarzami. Rodzina wyemigrowała do USA w 1950. Kiedy miał 17 lat poznał Jima Hensona, z którym współpracował od 1963 przy jego produkcjach telewizyjnych. Animował m.in. lalki Berta (w latach 1969–1996) oraz Ciasteczkowego Potwora (1969-2000) w Ulicy Sezamkowej. Postaciami, kierowanymi przez Oza w The Muppet Show były m.in. Miś Fozzie, Panna Piggy, Orzeł Sam, Zwierzak oraz Szwedzki Kucharz. Oprócz animowania wielu Muppetów, był przez 30 lat jednym z bliższych współpracowników Hensona. Występował w przeszło 75 filmach, produkcjach wideo i programach telewizyjnych z muppetami oraz w wielu innych produkcjach Hensona. Pracował również przy produkcji filmu Labirynt z udziałem Davida Bowiego.
W 1980 George Lucas zaangażował Oza do kierowania lalką Yody w filmie Gwiezdne wojny: część V – Imperium kontratakuje. Oz powtórzył tę rolę w filmach Gwiezdne wojny: część VI – Powrót Jedi, Gwiezdne wojny: część I – Mroczne widmo oraz Gwiezdne wojny: Ostatni Jedi. W filmach Gwiezdne wojny: część II – Atak klonów i Gwiezdne wojny: część III – Zemsta Sithów postać Yody była generowana komputerowo, a Frank Oz ją dubbingował, co spotkało się z dezaprobatą części fanów, niemniej sam Oz powiedział, że „zostało to tak wykonane, jak [Lucas] powinien był to zrobić”.
Jako reżyser debiutował w 1982 reżyserowanym razem z Jimem Hensonem filmem Ciemny kryształ (The Dark Crystal). Samodzielnie reżyserował kilka pełnometrażowych filmów o przygodach muppetów, pierwszym z nich były Muppety na Manhattanie.
Kilkakrotnie wystąpił w filmach aktorskich, m.in. jako strażnik więzienny w The Blues Brothers (1980) w reż. Johna Landisa. Potem występował w kolejnych filmach Landisa: Amerykański wilkołak w Londynie, Szpiedzy tacy jak my, Niewinna krew oraz w roli skorumpowanego policjanta w filmie Nieoczekiwana zmiana miejsc.

## Reżyseria
- 1982: Ciemny kryształ (The Dark Crystal)
- 1984: Muppety na Manhattanie (The Muppets Take Manhattan)
- 1986: Krwiożercza roślina (Little Shop of Horrors)
- 1988: Parszywe dranie (Dirty Rotten Scoundrels)
- 1991: Co z tym Bobem? (What About Bob?)
- 1992: Dzika lokatorka (HouseSitter)
- 1995: Indianin w kredensie (The Indian in the Cupboard)
- 1997: Przodem do tyłu (In & Out)
- 1999: Wielka heca Bowfingera (Bowfinger)
- 2001: Rozgrywka (The Score)
- 2004: Żony ze Stepford (The Stepford Wives), na podstawie powieści Iry Levina pod tym samym tytułem
- 2007: Zgon na pogrzebie (Death at a Funeral)

## Dubbing
- Potwory i spółka 2
- Potwory i spółka
- Gwiezdne wojny – Yoda
- Zathura – Kosmiczna przygoda – Robot